# Awakenings
Awakenings (bra: Tempo de Despertar; prt: Despertares) é um filme estadunidense de 1990 do gênero drama biográfico, dirigido por Penny Marshall, com roteiro de Steven Zaillian baseado no livro Awakenings, de Oliver Sacks.

## Sinopse
Em 1969, médico se dedica às vítimas de encefalite letárgica (ou doença do sono). O paciente Leonard, após trinta anos em estado catatônico, é submetido a uma nova droga e parece se recuperar.

## Elenco
- Robert De Niro ....  Leonard Lowe
- Robin Williams ....  Dr. Malcolm Sayer
- Julie Kavner ....  Eleanor Costello
- Ruth Nelson ....  Sra. Lowe
- John Heard ....  Dr. Kaufman
- Penelope Ann Miller ....  Paula
- Alice Drummond ....  Lucy Fishman
- Judith Malina ....  Rose
- Barton Heyman ....  Bert
- George Martin ....  Frank
- Anne Meara ....  Miriam
- Richard Libertini ....  Sidney
- Laura Esterman ....  Lolly
- Dexter Gordon ....  Rolando
- Jayne Haynes ....  Frances
- Le Clanché du Rand .... Magda
- Yusef Bulos .... Joseph)
- Gloria Harper .... Dottie
- Gwyllum Evans .... Desmond
- Charles Keating .... Mr. Kean
- Mary Catherine Wright .... enfermeira Beth
- Mary Alice .... enfermeira Margaret
- Keith Diamond .... Anthony
- Max von Sydow .... Dr. Peter Ingham
- John Christopher Jones .... Dr. Sullivan
- Bradley Whitford .... Dr. Tyler
- Anthony J. Nici ....  Leonard Lowe (criança)

## Prêmios e indicações
| Prêmio             | Categoria               | Recipiente                                | Resultado |
| ------------------ | ----------------------- | ----------------------------------------- | --------- |
| Globo de Ouro 1991 | Melhor ator - drama     | Robin Williams                            | Indicado  |
| Oscar 1991         | Melhor filme            | Walter F. Parkes, Lawrence Lasker (prod.) | Indicado  |
| Oscar 1991         | Melhor ator             | Robert De Niro                            | Indicado  |
| Oscar 1991         | Melhor roteiro adaptado | Steven Zaillian                           | Indicado  |